# Nilgiritaube

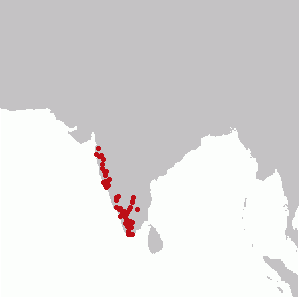
Verbreitungsgebiet der Nilgiritaube

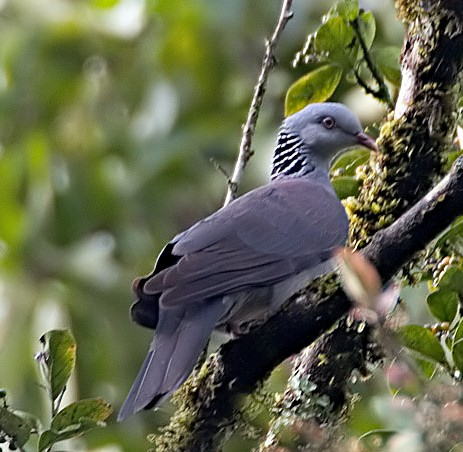

Die Nilgiritaube (Columba elphinstonii), auch Nilgiri-Waldtaube oder Halsfleckentaube genannt, ist eine Art der Taubenvögel. Sie kommt ausschließlich auf dem indischen Halbkontinent vor. Die Bestandssituation der Nilgiritaube wird mit vulnerable („gefährdet“) angegeben.

## Merkmale
Die Nilgiritaube erreicht eine Körperlänge von 42 Zentimeter und ist damit etwas so groß wie eine Stadttaube, sie hat allerdings eine etwas weniger kompakten Körperbau. Sie wiegt rund 380 Gramm. Es gibt keinen ausgeprägten Geschlechtsdimorphismus.
Beim Männchen ist der Kopf ist der Kopf blass grau. Die Stirn und die Ohrdecken sind etwas heller als der Scheitel. An den Halsseiten sowie am hinteren Hals befinden sich versteifte schwarze Federn, die an den Außenfahnen schmale violett oder grünlich-glänzende Säume und eine weiße Federspitze aufweisen. Dadurch entsteht ein breites, leicht schimmerndes, weiß geflecktes Halsband. Der Mantel, der Rücken und der Bürzel sind bräunlich. Die Schwungfedern sind schwarzbraun. Die Oberschwanzdecken sind schwärzlich,  die Schwanzoberseite ist dunkelgrau.
Kinn und Kehle sind blassgrau, die Brust ist von der gleichen Farbe, schimmert jedoch schwach grünlich. Die übrige Körperunterseite ist grau und wird an den Flanken und in Richtung der Unterschwanzdecken dunkler. Die Unterschwanzdecken sind schwarzgrau. Der Schnabel ist gelblich grün mit einer roten Schnabelbasis. Die Iris ist gelbbraun bis graubraun. Die Füße sind rötlich mit grauweißen Krallen.
Das Weibchen ist etwas matter gefärbt als das Männchen. Bei den Jungvögeln ist das Halsband noch nicht so ausgeprägt, ein großer Teil der Federn des Körpergefieders weist noch schmale kastanienbraune Säume auf.

## Verwechselungsmöglichkeiten
Im Verbreitungsgebiet der Nilgiritaube kommen mehrere andere Taubenarten vor, die mit ihr verwechselt werden können.
Die Bronzefruchttaube ist etwas größer und hat breitere, mehr rundliche Flügel. Eine Verwechselungsmöglichkeit besteht nur mit Jungvögeln der Nilgiritaube, da bei diesen noch die irisierenden Gefiederpartien fehlen, die die Nilgiri-Taube von dieser Art der Großen Fruchttauben unverwechselbar macht. Die Gebirgsfruchttaube (Ducula badia) unterscheidet sich durch das breite braungraue Endband auf den Steuerfedern. Die Perlhalstaube hat ein ähnliches Halsband wie die Nilgiritaube, ist jedoch deutlich kleiner und die Flügeldecken sind hell geschuppt. Auch die Orientturteltaube ist deutlich kleiner und hat ein weinrötliche Körperunterseite.

## Verbreitungsgebiet und Lebensraum
Die Nilgiritaube ist eine Vogelart des südwestlichen Indiens. Sie kommt dort vom Hügelland der Westghats und dem Westen von Tamil Nadu bis in den Süden von Maharashtra vor. Sie besiedelt in diesem Verbreitungsgebiet bergiger Laubwälder. Sie gilt im gesamten Verbreitungsgebiet als seltener Vogel.

## Lebensweise
Die Nilgiritaube ist eine scheue Taube, die gewöhnlich einzelgängerisch oder in Paaren lebt. Zu kleineren Ansammlungen kommt es nur, wenn ein einzelner Baum überreichlich Früchte trägt. Die Nilgiritaube lebt von Früchten, Beeren und Knospen. Sie frisst überwiegend in Baumwipfeln, kommt aber gelegentlich auch auf den Boden, um dort nach herabgefallenen Früchten zu suchen. Sie ist grundsätzlich ein Standvogel, zieht aber abhängig vom Nahrungsangebot kleinräumig umher.
Die Brutzeit fällt in die Monate März bis Juli. Das Nest wird hoch in Bäumen oder im Gebüsch gebaut. Das Gelege besteht aus einem einzigen Ei.

## Nilgiritauben und Menschen

### Dedikationsnamen
Das Artepitheton ehrt Mountstuart Elphinstone (1779–1859), einen leitenden Angestellten der East India Company und späteren britischen Diplomaten an verschiedenen indischen Fürstenhöfen. Er war von 1819 bis 1827 der britische Gouverneur von Bombay. Ihm wurde nach 1827 zwei Mal das Amt eines Generalgouverneurs und Vizekönigs von Indien angeboten, er musste jedoch aus gesundheitlichen Gründen beides Mal auf dieses Amt verzichten.

### Haltung
Nilgiritauben wurden in Europa erstmals 1964 im Londoner Zoo gezeigt. Nachzuchten sind bislang nicht bekannt (Stand 1996).